# 2-Enoat reduktaza
2-Enoat reduktaza (EC 1.3.1.31, enoatna reduktaza) je enzim sa sistematskim imenom butanoat:NAD+ Delta2-oksidoreduktaza. Ovaj enzim katalizuje sledeću hemijsku reakciju
butanoat + NAD+ {\displaystyle \rightleftharpoons } but-2-enoat + NADH + H+
Ovaj enzim je gvožđe-sumporni-flavoprotein (FAD). On deluje u reverznom smeru na širok opseg alkilnih i arilnih alfabeta-nezasićenih karboksilatnih jona. But-2-enoat je najbolji supstrat.

## Literatura
- Nicholas C. Price; Lewis Stevens (1999). Fundamentals of Enzymology: The Cell and Molecular Biology of Catalytic Proteins (Third изд.). USA: Oxford University Press. ISBN 019850229X.
- Eric J. Toone (2006). Advances in Enzymology and Related Areas of Molecular Biology, Protein Evolution (Volume 75 изд.). Wiley-Interscience. ISBN 0471205036.
- Branden C; Tooze J. Introduction to Protein Structure. New York, NY: Garland Publishing. ISBN 0-8153-2305-0.
- Irwin H. Segel. Enzyme Kinetics: Behavior and Analysis of Rapid Equilibrium and Steady-State Enzyme Systems (Book 44 изд.). Wiley Classics Library. ISBN 0471303097.

## Spoljašnje veze
- 2-enoate+reductase на 